# Leichtathletik-Europameisterschaften 1934/50 km Gehen der Männer

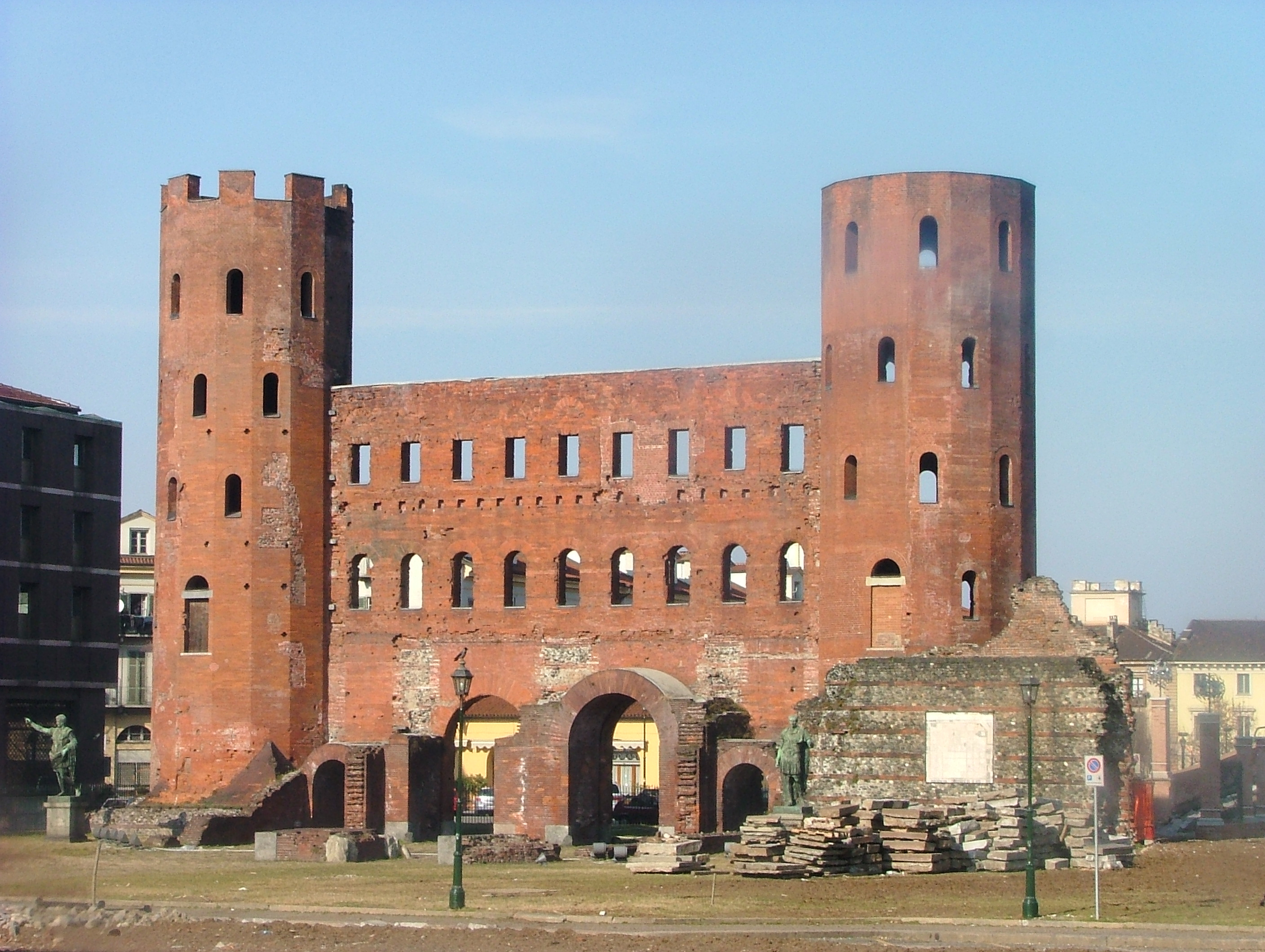
Porta Palatina, Turin

Das 50-km-Gehen der Männer bei den Leichtathletik-Europameisterschaften 1934 wurde am 8. September 1934 auf einem Rundkurs durch Turin ausgetragen.
Es siegte der Lette Jānis Daliņš. Vizeeuropameister wurde der Schweizer Arthur Tell Schwab. Der Italiener Ettore Rivolta gewann die Bronzemedaille.

## Bestleistungen / Rekorde

### Bestehende Bestleistungen / Rekorde
| Weltbestzeit         | 4:30:22 h                                           | Romano Vecchietti                                   | Rom, Italien                                        | 16. September 1928                                  |
| Europabestzeit       | 4:30:22 h                                           | Romano Vecchietti                                   | Rom, Italien                                        | 16. September 1928                                  |
| Meisterschaftsrekord | Einen Europameisterschaftsrekord gab es noch nicht. | Einen Europameisterschaftsrekord gab es noch nicht. | Einen Europameisterschaftsrekord gab es noch nicht. | Einen Europameisterschaftsrekord gab es noch nicht. |

Anmerkung:

Rekorde wurden damals im Marathonlauf und Straßengehen wegen der unterschiedlichen Streckenbeschaffenheiten mit Ausnahme von auf Bahnen ausgetragenen Wettbewerben sowie Meisterschaftsrekorden nicht geführt.

### Europameisterschaftsrekord
Im Wettbewerb am 8. September wurde der folgende erste Europameisterschaftsrekord aufgestellt:

4:49:53 h (erster EM-Rekord) – Jānis Daliņš (Lettland)

## Ergebnis

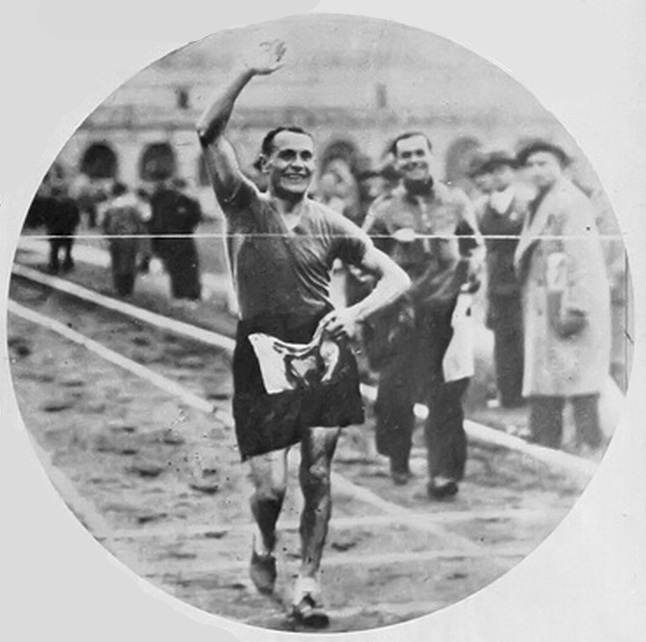
Bronzemedaillengewinner Ettore Rivolta
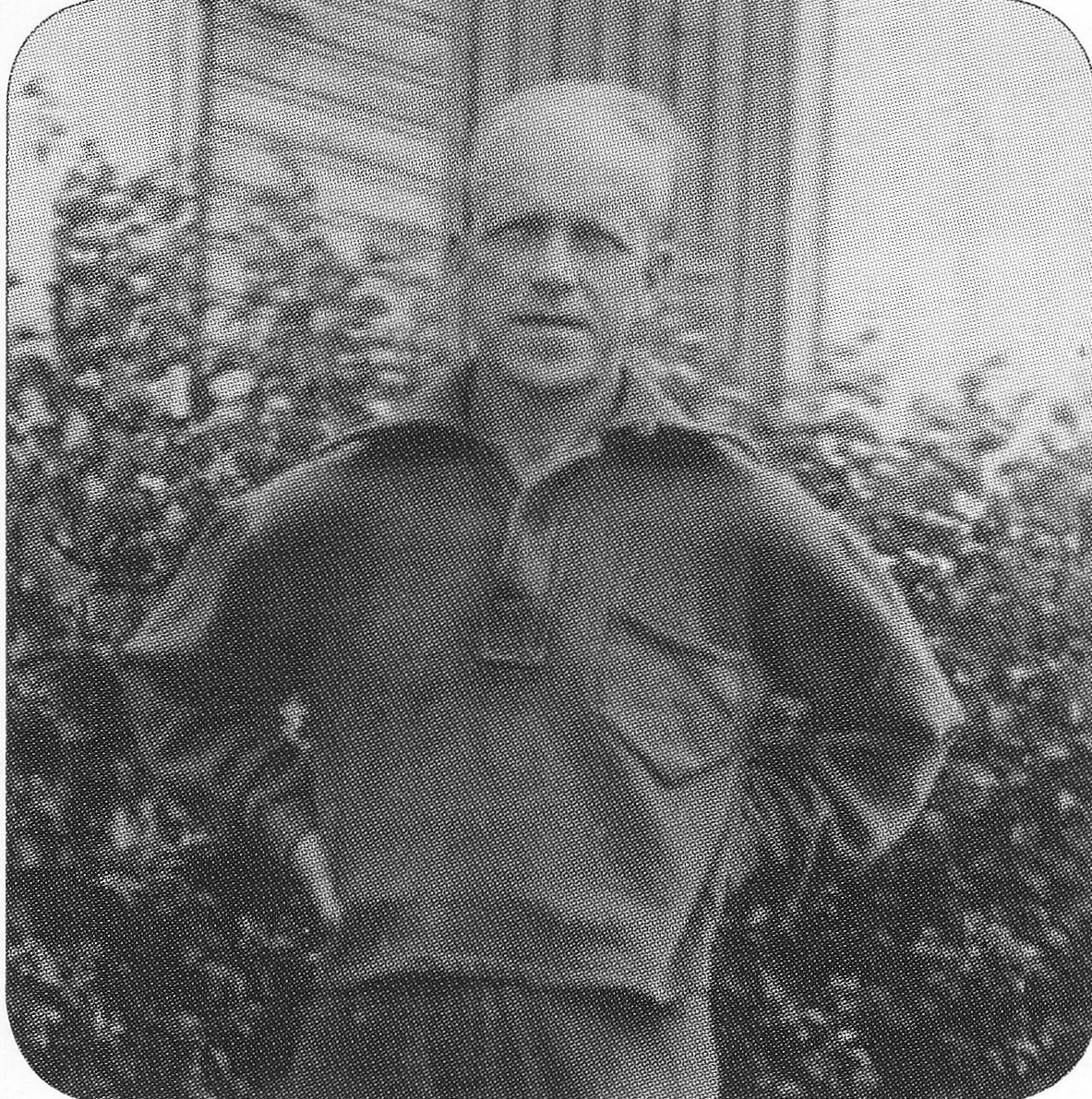
Hjalmar Ruotsalainen kam auf den sechsten Platz

8. September 1934
| Platz | Name                 | Nation             | Zeit         |
| ----- | -------------------- | ------------------ | ------------ |
| 1     | Jānis Daliņš         | Lettland           | 4:49:53 h CR |
| 2     | Arthur Tell Schwab   | Schweiz            | 4:53:09 h    |
| 3     | Ettore Rivolta       | Königreich Italien | 4:54:06 h    |
| 4     | Mario Brignoli       | Königreich Italien | 5:01:53 h    |
| 5     | Étienne Laisné       | Frankreich         | 5:08:41 h    |
| 6     | Hjalmar Ruotsalainen | Finnland           | 5:40:13 h    |
| DNF   | Fritz Bleiweiß       | Deutsches Reich    |              |
| DNF   | William Schnitt      | Deutsches Reich    |              |